# Statens gymnasium för vuxna i Norrköping
Statens gymnasium för vuxna var en skola i Norrköping verksam från 1956 till 1965.

## Historia
Skolan startade 1956. Skolan kommunaliserades 1966 och fick från 1967 namnet Statens skola för vuxna i Norrköping 1967–2001.
Utbildningen bedrevs av både muntlig undervisning i Norrköping och självstudier i hemorten.
Studentexamen gavs från 1957 till 1968 och realexamen från 1962 till 1967.